# 文登施特克山
46°45′42″N 8°22′50″E / 46.761649°N 8.380472°E

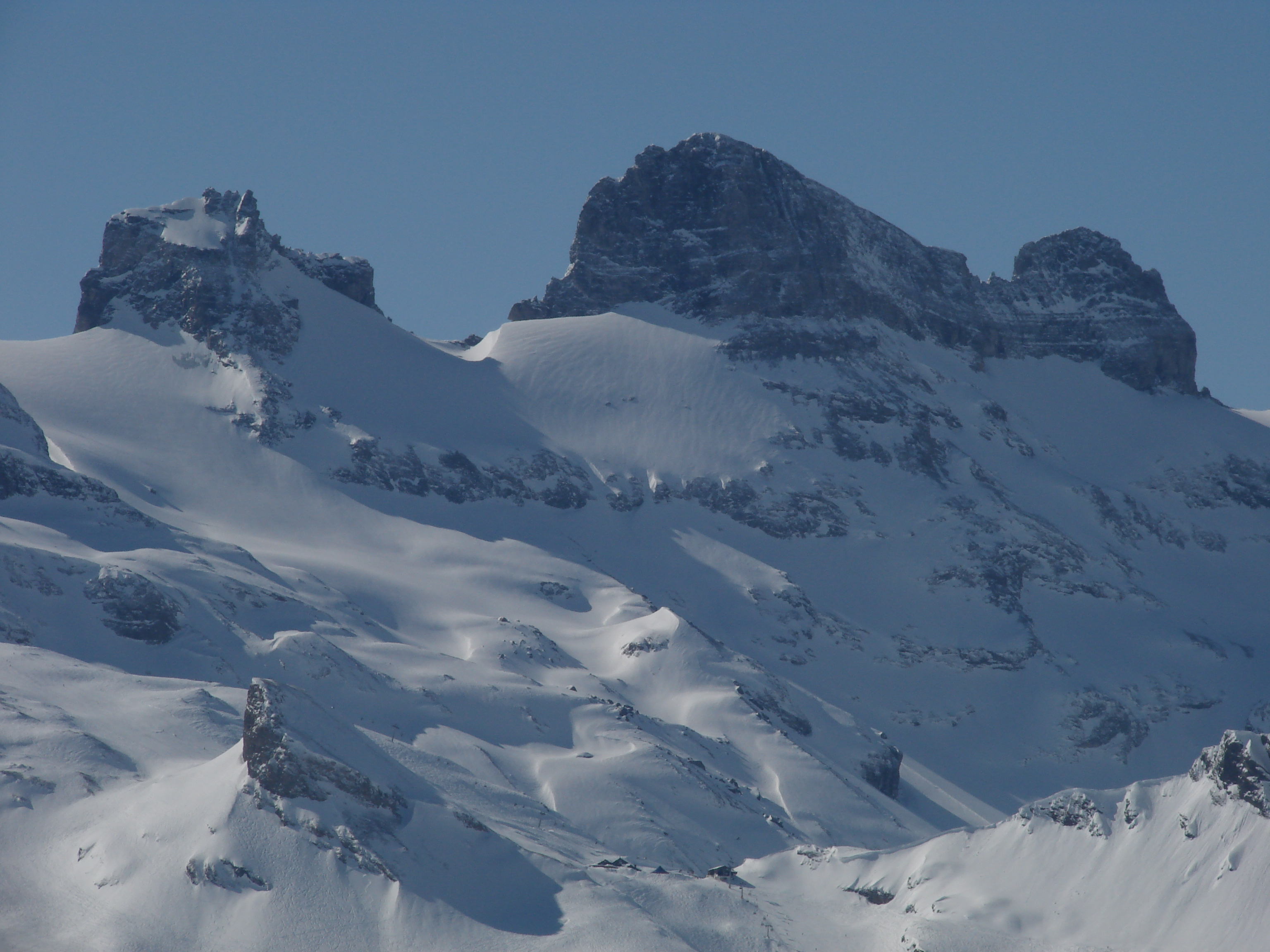

文登施特克山（Wendenstöcke），是瑞士的山峰，位於該國中西部，處於伯恩州和上瓦爾登州接壤的邊界，屬於烏里山的一部分，海拔高度3,042米，每年平均降雨量2,465毫米。